# 李子方
李 子方（李 子芳、李 資方、リ・ジャバン、朝鮮語: 리자방、1930年 - ）は、朝鮮民主主義人民共和国の政治家。国家科学技術委員会委員長、機械工業委員会委員長、朝中親善協会中央委員会委員長などを歴任した。

## 経歴
1930年生まれ。金日成総合大学卒業。1973年に政務院傘下の機械工業委員会設計総局長に任命された。1983年8月に機械工業委員会委員長に任命され、1984年7月から機械工業委員会傘下の第1機械工業部長を兼任。1985年5月に国家科学技術委員会委員長に転じ、朝中親善協会中央委員会委員長・朝鮮科学技術連盟委員長・朝鮮セネガル親善協会委員長を兼任した。1990年4月に最高人民会議第9期代議員に選出され、5月24日から開催された第9期第1回会議で国家科学技術委員長に再任された。しかし、1994年2月に解任されるとしばらく動静が途絶え、2010年2月に国家科学技術委員会委員長に再任され、2012年8月まで在任した。

## 参考サイト
- 북한정보포털

| 先代 | 国家科学技術委員会委員長2010年 - 2012年 | 次代崔相建 |

| 先代金応鎬 | 国家科学技術委員会委員長1985年 - 1994年 | 次代崔希貞 |

| 先代崔載羽 | 機械工業委員会委員長1983年 - 1985年 | 次代改編 |